# Hội đồng Lưu trữ Quốc tế
Hội đồng Lưu trữ Quốc tế hay Hội đồng Quốc tế về Lưu trữ, viết tắt theo tiếng Anh là ICA (International Council on Archives) là một tổ chức phi chính phủ, phi lợi nhuận quốc tế hoạt động trong lĩnh vực lưu trữ và ứng dụng của nó.
ICA thành lập ngày 9 tháng 6 năm 1948, hướng đến việc quản lý hiệu quả các hồ sơ và bảo quản, chăm sóc và sử dụng di sản lưu trữ của thế giới thông qua đại diện của mình trong hồ sơ lưu trữ và các chuyên gia trên toàn cầu. ICA hiện có 1400 thành viên tại 199 nước và vùng lãnh thổ.

## Hoạt động
ICA có liên kết hợp tác chặt chẽ với UNESCO và Hội đồng châu Âu, và là một thành phần của Ủy ban Lá chắn Lam quốc tế (ICBS, International Committee of the Blue Shield), trong đó hoạt động để bảo vệ di sản văn hóa thế giới bị đe dọa bởi chiến tranh và thiên tai, có trụ sở tại The Hague.
Hoạt động của ICA có kết nối chặt chẽ với Liên đoàn các Hiệp hội và Tổ chức Thư viện Quốc tế IFLA, Hội đồng Bảo tàng Quốc tế ICOM, và Hội đồng Di tích và Di chỉ Quốc tế ICOMOS.
Ngày kỷ niệm thành lập ICA, ngày 9 tháng 6 hàng năm, được lấy làm Ngày Lưu trữ Quốc tế.
ICA tổ chức đại hội 4 năm một kỳ. Các kỳ gần đây là:
| Năm  | Địa điểm     | Địa điểm |
| ---- | ------------ | -------- |
| 2016 | Seoul        | Hàn Quốc |
| 2012 | Brisbane     | Úc       |
| 2008 | Kuala Lumpur | Malaysia |
| 2004 | Vienna       | Áo       |

## Xuất bản
ICA xuất bản tổng quan Comma, xuất bản một hoặc hai lần một năm, bao gồm các tài liệu trong các ngôn ngữ của Liên Hợp Quốc cũng như tiếng Đức.
Năm 1993, ICA thông qua dự thảo đầu tiên của Mô tả Lưu trữ Tiêu chuẩn Quốc tế tổng quát ISAD(G) (General International Standard Archival Description), dự định làm tiêu chuẩn cho các phần tử được bao gồm trong phát hiện đăng ký trợ giúp các tài liệu lưu trữ được xuất bản bởi các công ty, cá nhân hoặc gia đình.
Phiên bản sửa đổi, gọi là ISAD(G)2, được phát hành vào năm 2000.